# TOPtrendy 2007
V Sopot TOPtrendy Festiwal odbył się w dniach od 8 do 11 czerwca 2007.

## Koncert TOP
Koncert TOP odbył się 8 czerwca. Udział w nim wzięli artyści, którzy sprzedali najwięcej płyt w okresie lipiec 2005 – grudzień 2006. Konkurs poprowadzili: Zygmunt Chajzer, Agata Młynarska, Krzysztof Ibisz i Katarzyna Cichopek.
Klasyfikacja TOP 10:
1. Piotr Rubik (Psałterz Wrześniowy)
2. Blog 27 (<LOL>)
3. Grzegorz Turnau (11:11, Historia pewnej podróży)
4. Ania Dąbrowska (Kilka historii na ten sam temat)
5. Maryla Rodowicz (Kochać)
6. Myslovitz (Happiness Is Easy)
7. Maria Peszek (Miasto mania)
8. Szymon Wydra & Carpe Diem (Bezczas)
9. Andrzej Piaseczny (Jednym tchem)
10. Wilki (Obrazki)

Ponadto na koncercie TOP wystąpiły: Agnieszka Włodarczyk z utworem „Odkryjemy miłość nieznaną” i Doda w piosence „Katharsis”.

## Koncert Trendy
Koncert Trendy odbył się 9 czerwca. Prowadzony był przez Piotra Bałtroczyka i Michała Koterskiego.
Artyści biorący udział w konkursie mogli mieć na koncie wydanie dwóch płyt pod warunkiem, że suma sprzedanych albumów – do dnia zgłoszenia do konkursu Trendy – nie przekroczyła 19 tys. egzemplarzy. Zgodnie z tradycją festiwalu mogli się zgłaszać wszyscy artyści niezależnie od prezentowanego stylu muzyki. O tym, kto wystąpi na scenie Opery Leśnej w finałowym koncercie Trendy 2007 zadecydowała kapituła składająca się z przedstawicieli Polsatu i Radia Eska, która miała czas na przesłuchanie zgłoszonych utworów (ok. 300) do 30 kwietnia. Do szóstki wykonawców dostali się:
- 96PROJECT
- Afromental
- Bracia
- Kashmir
- Losza Vera
- Maciej Silski

Wszystkie nagrody zdobył zespół Bracia.
W koncercie wystąpili również: Bajm, Big Cyc, Monika Brodka, Edyta Górniak, Krzysztof Kiljański, Kombii, Jerzy Połomski, Ryszard Rynkowski i Justyna Steczkowska.

## Cyganeria Jacka Cygana
Koncert Cyganeria Jacka Cygana odbył się 10 czerwca z okazji 30-lecia pracy twórczej Jacka Cygana. Wystąpili w nim artyści, których teksty piosenek napisał jubilat: Krzysztof Antkowiak (z Agnieszką Włodarczyk), Bracia, Marcin Daniec, Ania Dąbrowska, Jerzy Filar (z zespołu „Nasza Basia Kochana”), Ewelina Flinta, Edyta Geppert, Edyta Górniak, Kombii, Grażyna Łobaszewska, Perfect, Ryszard Rynkowski, Miecz Szcześniak, Helena Vondráčková. Koncert wraz z Jackiem Cyganem poprowadził Maciej Dowbor.

## Godzina Wilków
Koncert Godzina Wilków odbył się 10 czerwca z okazji 15-lecia istnienia na polskiej scenie muzycznej zespołu Wilki.

## Kabareton
IV Sopocka Noc Kabaretowa odbyła się 11 czerwca. Udział w niej wzięli: kabaret Ani Mru Mru, Marcin Daniec, Kabaret Moralnego Niepokoju, kabaret Koń Polski, Kabaret Młodych Panów, Jerzy Kryszak, Kabaret Rak, Kabaret OTTO, Kabaret Neo-Nówka, Kabaret Dno, Kabaret Paranienormalni, Łowcy.B. Imprezę poprowadzili dwaj aktorzy: Cezary Pazura i Olaf Lubaszenko.

## Składanka Top Trendy 2007
Top Trendy 2007 – kolokacja zawierająca piosenki festiwalu TOPtrendy 2007. Składa się z dwóch płyt:
- CD 1 (koncert TOP):

1. Ania Dąbrowska – Trudno mi się przyznać
2. Wilki – Na zawsze i na wieczność
3. Myslovitz – Mieć czy być
4. Małgorzata Markiewicz i Janusz Radek – Psalm dla Ciebie
5. Andrzej Piaseczny – I jeszcze (Pszona Mix)
6. Blog 27 – Who I am (Tola's Version)
7. Szymon Wydra & Carpe Diem – Bezczas
8. Maryla Rodowicz – Wszyscy chcą kochać
9. Maria Peszek – Miły mój
10. Grzegorz Turnau – Nie wiem o trawie
11. Blue Cafe – Baby, Baby (utwór dodatkowy)
12. Monika Brodka – Znam Cię na pamięć (utwór dodatkowy)
13. Smolik feat. Kasia Kurzawska – Close Your Eyes /CYE/ (utwór dodatkowy)
14. Isa – Taniec Nocy (utwór dodatkowy)
15. Marcin Rozynek – Deszczowe dni (utwór dodatkowy)

- CD 2 (koncert trendy):

1. Losza Vera – She's on my mind
2. Bracia – Jeszcze raz  Bracia
3. Maciej Silski – TOTOTOTAK
4. Kashmir – Kashmir i kapelusze
5. 96PROJECT – Lifephobia
6. Afromental – I've got what you need
7. Płyny – Warszawska plaża (utwór dodatkowy)
8. Lidia – Hold On (utwór dodatkowy)
9. Lady Tullo – Tryin (utwór dodatkowy)
10. Marzena Korzonek – To moja siła (utwór dodatkowy)
11. Gerist – Lipa (utwór dodatkowy)
12. Mosqitoooo – Bring Me Joy (utwór dodatkowy)

## Oglądalność
| Koncert TOP                |                |             |         |
| Start                      | Koniec         | Oglądalność | Udziały |
| 20:02                      | 21:45          | 2 520 170   | 22,34%  |
| 22:03                      | 23:52          | 2 619 307   | 26,62%  |
| średnia                    |                | 2 571 197   | 24,40%  |
| Koncert Trendy             |                |             |         |
| Start                      | Koniec         | Oglądalność | Udziały |
| 20:08                      | 23:12          | 1 953 149   | 16,92%  |
| Cyganeria i Godzina Wilków |                |             |         |
| Start                      | Koniec         | Oglądalność | Udziały |
| 21:10                      | 23:30          | 2 544 430   | 20,49%  |
| 23:43                      | 00:28          | 975 091     | 21,11%  |
| średnia                    |                | 2 100 139   | 20,57%  |
| średnia ogółem             | średnia ogółem | 2 230 125   | 20,76%  |

źródło: AGB Nielsen Media Research